# Садык, Аваз
Абульфас Али оглы Садыхов (литературный псевдоним — Аваз Садык) (азерб. Əvəz Sadıq; 1898, Ордубад, Эриванская губерния — 27 августа 1956, Баку) — азербайджанский советский прозаик, журналист, редактор, переводчик.

## Биография
В 1931 году окончил Азербайджанский педагогический институт. Учительствовал, работал журналистом газеты «Шарк гапысы» (1926—1927), сотрудничал с журналом «Молла Насреддин», был редактором сатирического журнала «Кирпи» («Ёж», 1952—1956).

## Творчество
Дебютировал как очеркист в 1930 году. Очерки «Бухта Ильича» (1935), «Локбатан» (1935), «Басти» (1937), «Творцы завтрашнего дня» (1949) и другие посвящены жизни молодых строителей г. Мингечаура, искателей месторождений нефти, хлопкоробов.
В романе «Мингечаур» (1951, рус. пер. 1951) документальность сочетается с художественным вымыслом.
Занимался художественным переводом на азербайджанский язык произведения Софокла, Эсхила, Л. Н. Толстого, М. Ю. Лермонтова, Э. Золя.

## Избранные произведения
- Jени кун, Бакы, 1938;
- Сечилмиш эсэрлэри, Бакы, 1958;
- Сечилмиш эсэрлэри, Бакы, 1971;
- Избранное, в рус. пер. Баку, 1958.

## Память
- Похоронен на Аллее почётного захоронения в Баку.
- Именем Аваза Садыка названа улица в Нахичевани.